# Motorne sani
Motorne sani so specializirano vozilo za prevoz po snegu in ledu. Za pogon uporabljajo bencinski motor, najpogosteje dvotaktni. Pogonska moč se preko variacijske sklopke prenaša na gumijasto gosenico. Krmari se s pomočjo krmila kot pri kolesu, za stik s podlago pa skrbita prednji smučki z jeklenima smernikoma za krmarjenje na ledu. Iz izrazito delovnega vozila je le-to preraslo v vozilo, namenjeno rekreaciji in užitkom številnim zasvojencem s tem načinom prevažanja po svetu. Temu primerno se je razvijalo tudi vozilo, katerega lastnosti dosegajo zmožnosti cestnih vozil.